# Air Corsica
Air Corsica (официальное название Compagnie Aérienne Corse Méditerranée S.A.E.M., ранее CCM Airlines) — французская авиакомпания, осуществляющая региональные авиаперевозки между островом Корсика а материковой Францией. Базируется в аэропорту Аяччо имени Наполеона Бонапарта. Штаб-квартира авиакомпании также расположена в городе Аяччо.
Авиакомпания находится в совместном владений у Территориального органа Корсики (60.37%), холдинга Air France-KLM (11.94%), банка Crédit Agricole (7.55%), компании SNCM (6.68%) и шести инвесторов. На март 2007 года штат компании составлял 653 сотрудника.

## История
Авиакомпания была создана 1 января 1989 года под названием Compagnie Corse Mediterranee. Это был первый авиаперевозчик Корсики. В ноябре 2000 года компания сменила название на CCM Airlines, а с октября 2010 года стала называться Air Corsica.

## Направления
Из своего главного аэропорта в Аяччо Air Corsica выполняет регулярные рейсы в следующие города: Бастия, Бордо, Кальви, Клермон-Ферран, Фигари, Лилль, Лион, Марсель, Монпелье, Нант, Ницца, Париж, Кемпер, Страсбург и Тулуза.
Также часть своих рейсов Air Corsica выполняет в партнёрстве с Air France и Alitalia

## Флот

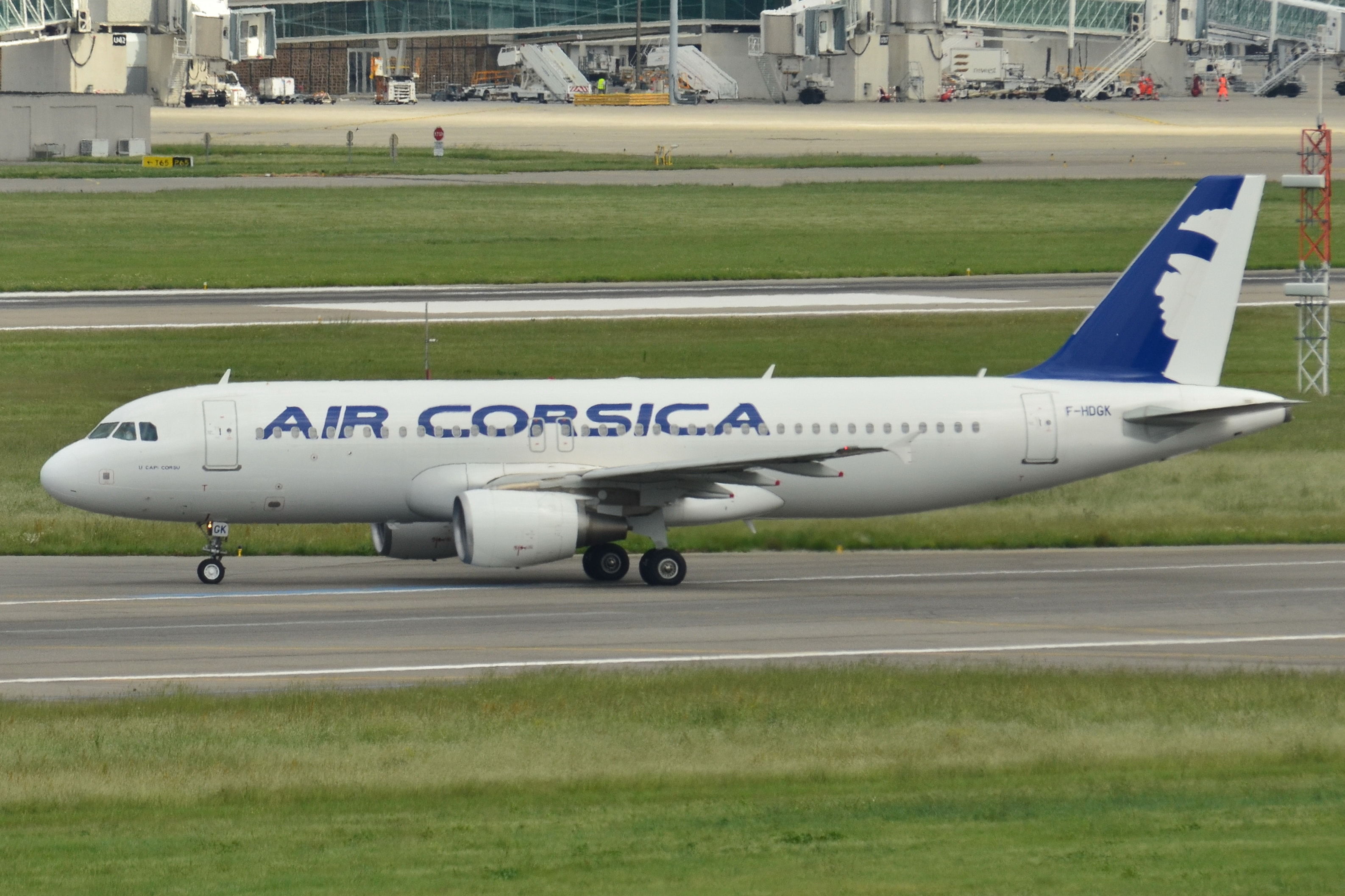
Airbus A320-200 Air Corsica

По состоянию на декабрь 2015 года  средний возраст воздушных судов авиакомпании составлял 8,7 лет. Флот состоит из следующих типов самолётов: